# Strassen (Bergisch Gladbach)
Strassen ist ein Ortsteil im Stadtteil Herkenrath von Bergisch Gladbach.

## Geschichte
Der Name Strassen bezieht sich auf eine frühneuzeitliche Siedlungsgründung um 1500. Bis zum 17. Jahrhundert hatte sich schon ein kleiner Weiler entwickelt. In der Herkenrather Kirchenbankordnung von 1630 wird die Ansiedlung als „die 3 guiter zor Strahsen“ geführt. 1905 gab es hier 23 Gebäude mit 142 Einwohnern. Im Urkataster steht die Siedlung als an der alten Landstraße von Bensberg nach Dürscheid, die mit dem heutigen Straßenverlauf weitgehend identisch ist.
Laut der Uebersicht des Regierungs-Bezirks Cöln besaß der als „Bauergüter“ kategorisierte Ort 1845 drei Wohnhäuser. Zu dieser Zeit lebten 21 Einwohner im Ort, alle katholischen Glaubens. Die damalige Schreibweise des Ortsnamens lautete Straße.